# Edward Kleinadel
Edward Kleinadel (ur. 20 lutego 1896 w Warszawie, zm. 25 listopada 1927 w Paryżu) – polski tenisista, mistrz i reprezentant Polski.

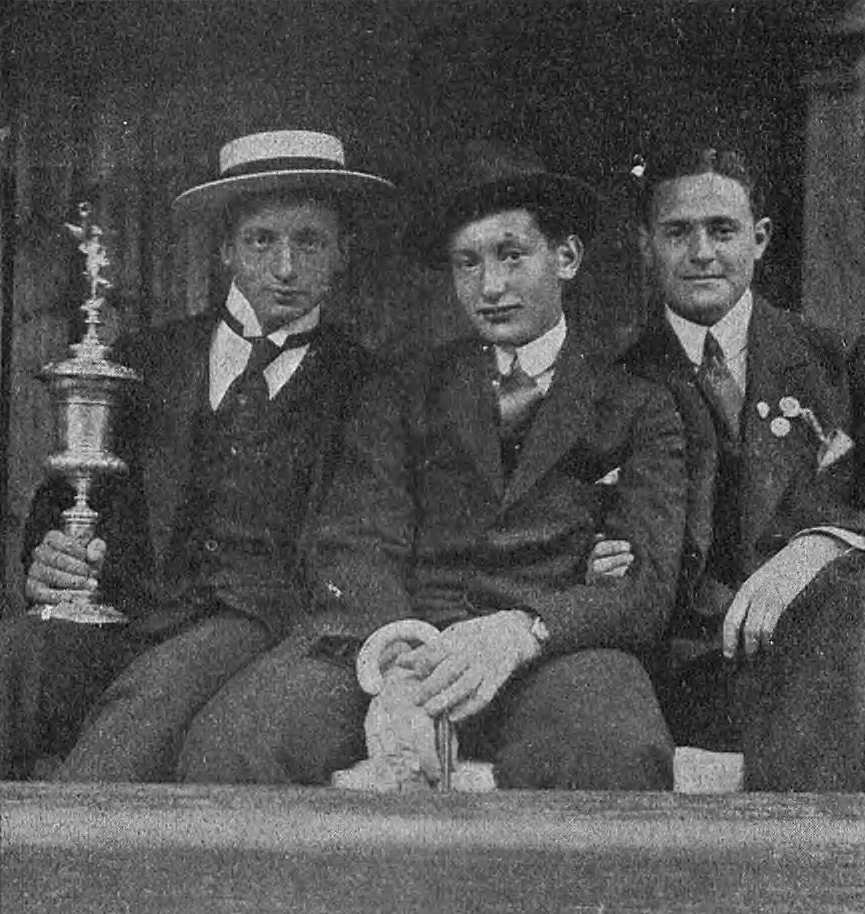
Od lewej Edward Kleinadel, Librowicz, Wołowski (1913)

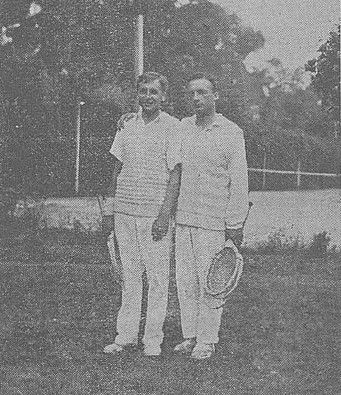
Stanisław Czetwertyński i Edward Kleinadel (1927)

## Życiorys
Tenis uprawiał już przed I wojną światową, m.in. w 1911 wygrał turniej juniorski w Langfurth. W 1913 zdobył mistrzostwo Krakowa.
Na pierwszych w historii mistrzostwach Polski w 1921 zwyciężył w trzech finałach: w singlu, deblu (z Jerzym Kowalewskim) i mikście (z Jadwigą Żochowską).
Reprezentował Polskę w zawodach o Puchar Davisa. W latach 1926–1927 wystąpił w dwóch spotkaniach, przegrywając jednak wszystkie cztery mecze indywidualnie oraz dwa mecze deblowe. Trzykrotnie wystąpił w turnieju Championnats Internationaux de France (w latach 1925–1927), jednak nie wygrał ani jednego meczu singlowego.
Od 1922 mieszkał stale poza Polską, najpierw w Stanach Zjednoczonych, następnie we Francji. 
W czerwcu 1927 r. w składzie polskiej reprezentacji w turnieju o Puchar Davisa (wraz z Jerzym Stolarowem i Stanisławem Czetwertyńskim) po którym, w kilka miesięcy, później zmarł po powikłaniach spowodowanych operacją wyrostka robaczkowego.
W Plebiscycie Przeglądu Sportowego na najlepszego sportowca 1927 roku zajął pośmiertnie 8. miejsce.